# Karol Żmij
Karol Żmij (ur. 31 lipca 1907 w Łące, zm. 4 października 1940 w KL Mauthausen-Gusen) – polski teolog, duchowny rzymskokatolicki.

## Życiorys

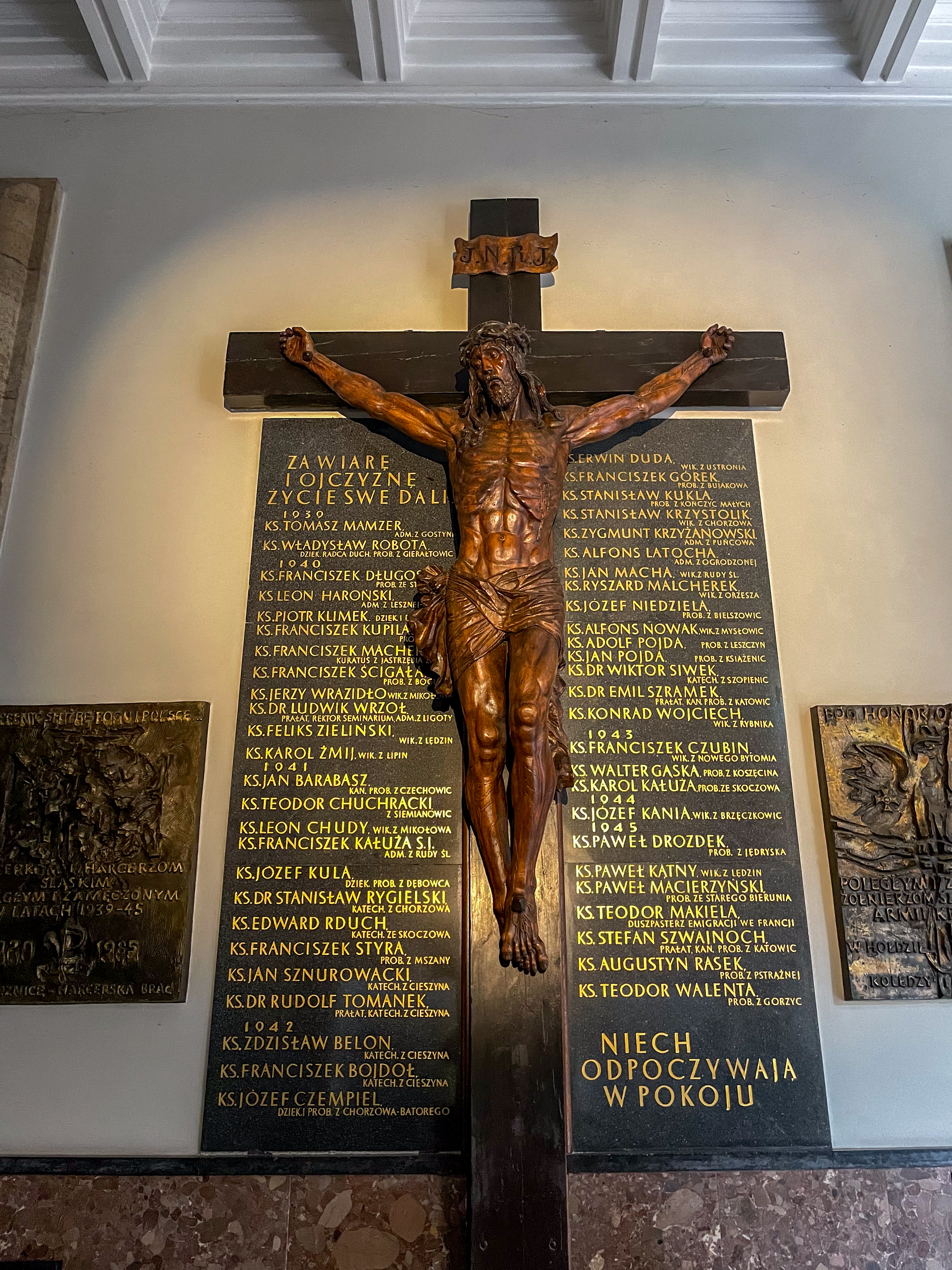
Tablica upamiętniająca zamordowanych księży z diecezji katowickiej (w tym ks. Karola Żmija; po lewej stronie) wewnątrz archikatedry Chrystusa Króla w Katowicach (2024)

Urodził się 31 lipca 1907 roku w Łące koło Pszczyny w rodzinie rolnika Józefa i Katarzyny z d. Bartecka. Po ukończeniu szkoły powszechniej w wieku 12 lat wstąpił do Małego Seminarium Księży Misjonarzy w Krakowie. Opuścił je po dwóch latach – w 1922 roku, kontynuując naukę od drugiej klasy w nowopowołanym polskim gimnazjum w Pszczynie (późniejsze I Liceum Ogólnokształcące im. Bolesława Chrobrego w Pszczynie), gdzie 7 maja 1929 roku zdał maturę.
Po maturze rozpoczął studia teologiczne na Wydziale Teologicznym Uniwersytetu Jagiellońskiego, po których 24 czerwca 1934 roku przyjął święcenia kapłańskie.
Najpierw został skierowany do posługi w parafii Matki Bożej Różańcowej w Chropaczowie, a od 10 listopada 1935 roku był wikarym w parafii św. Jana i Pawła Męczenników w Katowicach-Dębie. Z jego inicjatywy w dębskiej parafii założono kilka organizacji, tj. Dzieło Krzewienia Wiary i Dziecięctwa Jezusowego oraz Krucjatę Dziecięcą, a jako duszpasterz młodzieży zwalczał wpływy faszystowskie.
W kwietniu 1936 roku uczestniczył w pielgrzymce do Ziemi Świętej.
1 września 1938 roku został przeniesiony do parafii św. Augustyna w Lipinach. We wrześniu 1939 roku zastępował on swego proboszcza do czasu jego powrotu z tułaczki wojennej. Ks. Karola Żmija aresztowano 3 maja 1940 roku za swoją działalność antyhitlerowską, po czym po dwóch dniach w transporcie zbiorowym został przewieziony do KL Dachau i zarejestrowany jako więzień pod nr. 7878. 26 czerwca 1940 roku został przeniesiony do KL Mauthausen-Gusen.
Zginął śmiercią głodową, po czym został spalony w krematorium 4 października 1940 roku.

## Upamiętnienie
- Nazwisko na tablicy upamiętniającej zamordowanych księży z diecezji katowickiej – wewnątrz archikatedry Chrystusa Króla w Katowicach, w jej przedsionku[5],
- Ulica ks. Karola Żmija w Katowicach, na terenie dzielnicy Dąb, w sąsiedztwie kościoła św. Jana i Pawła Męczenników[6].